# Karl Hoheisel
Karl Hoheisel (* 16. April 1937 in Langendorf, Landkreis Neisse; † 17. Februar 2011 in Bonn) war ein deutscher Religionswissenschaftler.

## Laufbahn
Hoheisel war Schüler des Bonner Religionswissenschaftlers Gustav Mensching. Seine Forschungsgebiete waren die Geschichte des Judentums, des frühen und modernen Islam und aller Religionen der klassischen Antike, die Religionsgeschichte des modernen Europa, insbesondere neue Religionen und moderne religiöse Bewegungen wie Freimaurer, Esoterik und Okkultismus. Außerdem beschäftigte er sich mit Religionspsychologie und Religionsgeographie.
Nach dem Studium der Philosophie, der katholischen Theologie und der biblischen und orientalischen Sprachen sowie dem Studium der Vergleichenden Religionswissenschaft und der Ethnologie promovierte Hoheisel 1971 in Bonn. Von 1965 bis 1974 arbeitete er als wissenschaftlicher Mitarbeiter bzw. Assistent am katholischen Anthropos-Institut in Sankt Augustin bei Bonn. 1971 wechselte er als Dozent für Vergleichende Religionswissenschaft an die Philosophisch-Theologische Hochschule SVD St. Augustin bei Bonn. 1974 habilitierte er sich in Vergleichender Religionswissenschaft in Bonn. Der Titel der Habilitationsschrift lautet Das antike Judentum in christlicher Sicht. Bis 1980 arbeitete er dann im Rahmen eines DFG-Forschungsprogramms an der Universität Bonn.
Zwischen 1980 und 1995 war er außerplanmäßiger Professor an der Universität Bonn und arbeitete ab 1981 als wissenschaftlicher Mitarbeiter am Franz Joseph Dölger-Institut zur Erforschung der Spätantike. Dort war er vor allem Redakteur und Autor, von Band 17–24 Mitherausgeber, des Reallexikons für Antike und Christentum. 1988 stieg er zum stellvertretenden Direktor des Franz Joseph Dölger-Instituts auf.

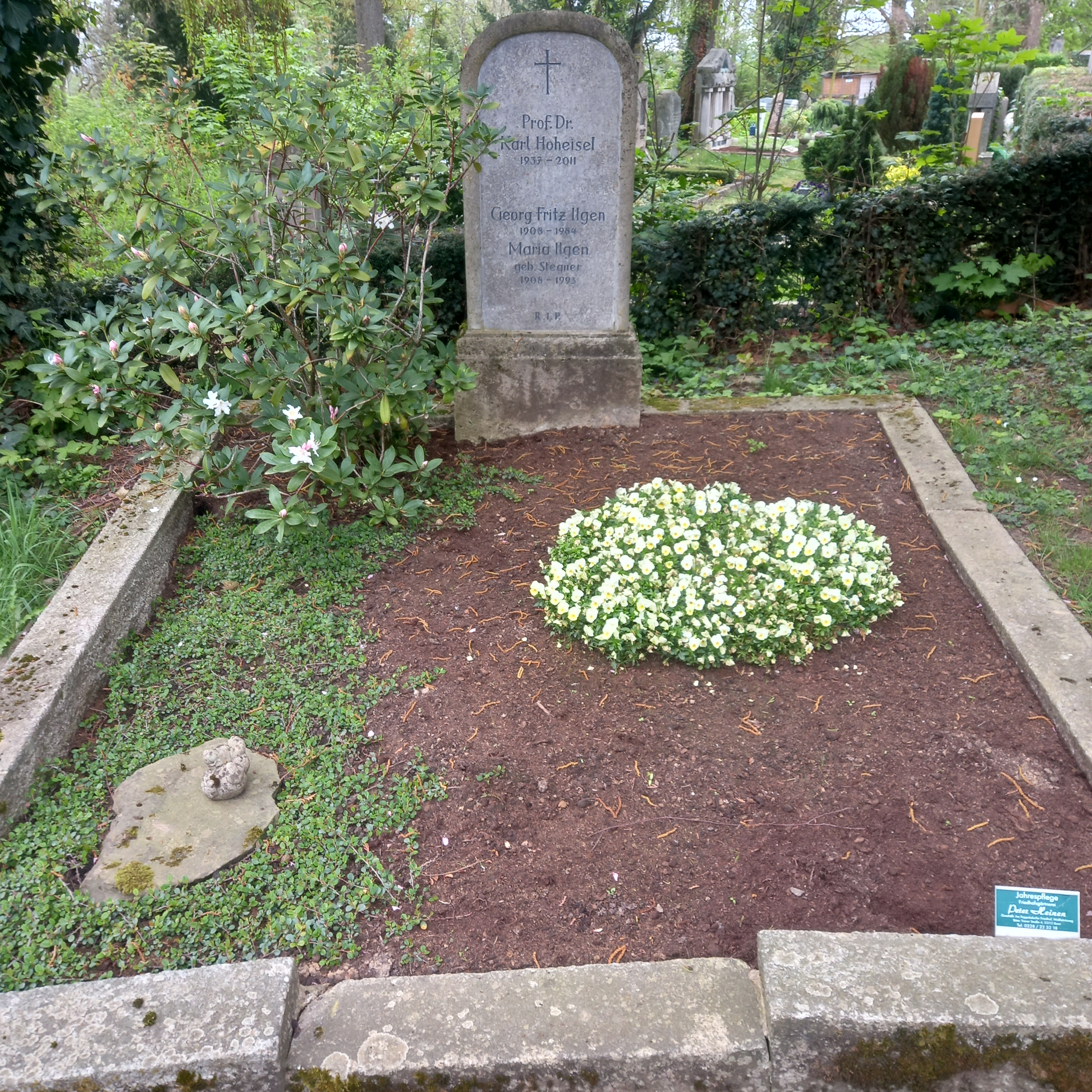
Das Grab von Karl Hoheisel auf dem Poppelsdorfer Friedhof in Bonn

Von 1995 bis 2000 war er Professor für Vergleichende Religionswissenschaft an der Universität Bonn, zuletzt Direktor des Religionswissenschaftlichen Instituts. Bis 2007 war er dort anschließend als Emeritus tätig.

## Schriften
- Das Urteil über die nichtchristlichen Religionen im Traktat „De errore profanarum religionum“ des Iulius Firmicus Maternus. Bonn 1972 (Dissertation).
- Das antike Judentum in christlicher Sicht. Ein Beitrag zur neueren Forschungsgeschichte (= Studies in oriental religions. Vol. 2). Harrassowitz, Wiesbaden 1978, ISBN 3-447-01940-9 (Habilitationsschrift).
- Siegfried Passarges "Das Judentum als landschaftskundlich-ethnologisches Problem" – Paradigma einer zeitgemäßen Religionsgeographie? In: Manfred Büttner (Hrsg.): Religion und Siedlungsraum. Reimer Verlag, Berlin 1986, ISBN 978-3-496-00869-9, S. 55–82.
- Mitherausgeber: Studies in Oriental Religions, 1999–2011.
- Mitherausgeber: Reallexikon für Antike und Christentum, 1996–2011.
- Fachherausgeber: Theologische Realenzyklopädie, 2000–2011.